# SC Motor Berlin
SC Motor Berlin was een prestatiegerichte sportclub uit Oost-Berlijn, die bestond van 1955 tot 1957. De club was actief in voetbal, ijshockey, handbal, waterpolo, tafeltennis, roeien, schaken en schoonspringen. 

## Geschiedenis
In 1954 werd in de DDR per district één sportclub opgericht waaraan de beste atleten van de BSG's zich konden aansluiten. In Berlijn ontstonden zo SC Dynamo Berlin en SC Einheit Berlin. In februari 1955 werd ook SC Motor Berlin opgericht. 
Op 16 juni 1957 fuseerde SC Motor met de BSG's BSG Motor Oberschöneweide, BSG Motor Oberspree, Motor Wuhlheide/Schöneweide en BSG Motor Ostend tot TSC Oberschöneweide. 

### Ijshockey
SC Motor nam de plaats van BSG Motor Treptow over in de Oberliga tijdens seizoen 1954/55 maar degradeerde aan het einde van het seizoen. Na één jaar promoveerde de club weer. Bij de terugkeer werd de club vijfde, hierna nam TSC Oberschöneweide de plaats van de club over. 

### Roeien

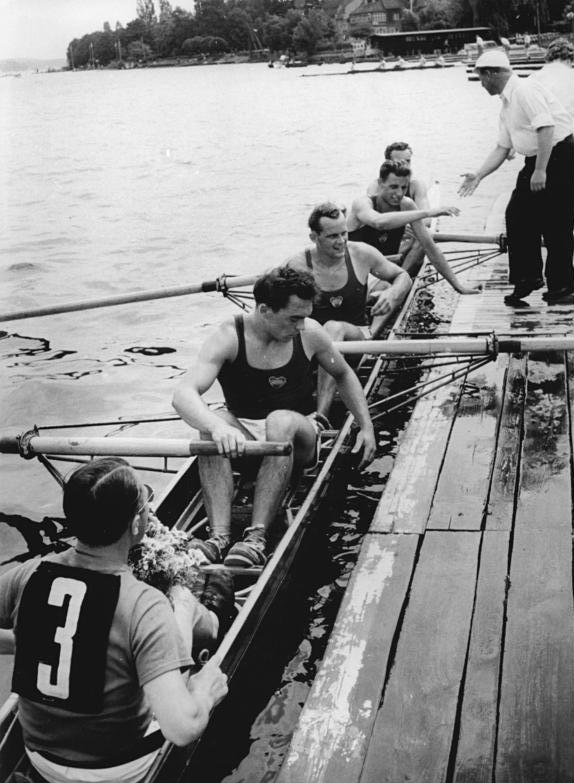
Mannenroeiteam dat in 1955 landskampioen werd

De roeiers kwamen voor uit de roeisectie van BSG Motor Wendenschloss. Ze wonnen verschillende landstitels en bouwden de basis voor het later eveneens succesvolle roeiteam van TSC Oberschöneweide. 

### Voetbal
De club nam tijdens seizoen 1954/55 de plaats van BSG Motor Oberschöneweide over in de DDR-Liga (tweede klasse). Aan het einde van het seizoen werden de drie reeksen van de DDR-Liga samengevoegd tot één reeks en hiervoor kwalificeerde de club zich niet waardoor ze naar de II. DDR-Liga degradeerden. De volgende seizoenen eindigde de club in de subtop. 

### Handbal
Motor speelde van 1955 tot 1957 in de Oberliga en werd in 1956 vicekampioen achter Motor Rostock. 

### Tafeltennis
Het mannenteam werd in 1956 en 1957 landskampioen. De volgende spelers traden in beide jaren voor de kampioen aan: Heinz Schneider, Günter Matthias, Lothar Pleuse, Heinz Reimann, Hans Täger, Oskar Frank en Klaus Beyer.

### Schoonspringen
Bij het schoonspringen waren de dames succesvol. Zo won Brigitte Socher in 1955 en Brigitte Retsch in 1956 de DDR-titel. Socher had in 1953 en 1954 ook al deze titel gewonnen voor Motor Treptow. 